# JayB
Im Jae-beom (sinh ngày 6 tháng 1 năm 1994), thường được biết đến với nghệ danh JayB(trước đây là JB), là một ca sĩ, nhạc sĩ, diễn viên người Hàn Quốc trực thuộc quản lý của H1ghr Music . Anh là thành viên nhóm nhạc GOT7.

## Tiểu sử
Jaebum sinh ngày 6 tháng 1 năm 1994 tại Seoul, Hàn Quốc. Anh đạt giải Nhất và trúng tuyển trong cuộc thi tìm kiếm tài năng thường niên của JYP Entertainment lần thứ 5 vào năm 2009 cùng với Park Jin-young (sinh 1994) và được đào tạo trong khoảng thời gian 2 năm 6 tháng trước khi ra mắt chính thức.
Hiện tại, Jaebum đang theo học trường Đại học KonKuk ở Seoul.

## Nghệ danh
Jaebum đã chọn nghệ danh "JB" trong suốt thời gian hoạt động tại JYP.
Ngày 20 tháng 2 năm 2021, anh chính thức thay đổi nghệ danh thành "JayB", đánh dấu sự thay đổi đầu tiên sau khi rời khỏi JYP.

## Sự nghiệp
Năm 2011, Jaebum được chọn vào danh sách diễn viên chính thức cho bộ phim Dream High 2 của đài truyền hình KBS cùng Kang So-ra, Jin Woon (của nhóm nhạc 2AM), Park Ji-yeon (của nhóm nhạc T-Ara), Hyo-rin (của nhóm nhạc Sistar), Park Seo-joon và Ailee. Bộ phim chính thức phát sóng tập đầu tiên vào ngày 30 tháng 1 năm 2012.
Tháng 3 năm 2012, Jaebum cùng Jinyoung được thông báo sẽ ra mắt dưới danh nghĩa nhóm nhạc JJ Project từ bộ phim Dream High 2 được quản lý bởi JYP Entertainment.
Ngày 12 tháng 3 năm 2012, anh cùng với Park Ji-yeon phát hành ca khúc "Together" - đĩa đơn nhạc phim thứ 7 cho bộ phim Dream High 2.
Từ ngày 16/1/2014, Jaebum chính thức ra mắt trong nhóm nhạc mới GOT7 với nghệ danh JB. Anh bắt đầu sáng tác nhạc lấy tên là DefSoul.
Ngày 11 tháng 5 năm 2021, anh ký hợp đồng với H1ghr Music đổi nghệ danh mới toanh là Jay B và bắt đầu sự nghiệp solo.

## Âm nhạc

### Album
- SOMO:Fume

1. B.T.W (feat. Jay Park) (prod. Cha Cha Malone)
2. AM PM (feat. Whee In) (prod. Gray)
3. Fame (feat. Junny) (prod. GroovyRoom)
4. In To You (feat. ginger) (prod. Woogie)
5.Switch It Up (feat. Sokodomo) (prod. Cha Cha Malone)
6. Count On Me (prod. GroovyRoom)

### Sáng tác
| Năm  | Ca sĩ | Album                       | Bài hát                                       | Ghi chú                                                                |
| ---- | ----- | --------------------------- | --------------------------------------------- | ---------------------------------------------------------------------- |
| 2015 | GOT7  | Dream Knight OST            | "Forever Love"                                |                                                                        |
| 2015 | GOT7  | MAD - MAD Winter Edition    | "Everyday"                                    |                                                                        |
| 2016 | GOT7  | FLIGHT LOG : DEPARTURE"     | "Home Run" "Fish" "Something Good"            |                                                                        |
| 2016 | GOT7  | FLIGHT LOG: TURBULENCE      | "Sky Way" "Prove It" "니꿈꿔(Dreamin')"       |                                                                        |
| 2017 | GOT7  | FLIGHT LOG: ARRIVAL         | "Q" "Go Higher" "Shopping Mall"               |                                                                        |
| 2017 | GOT7  | MY SWAGGER                  | "Meet Me"                                     |                                                                        |
| 2017 | GOT7  | 7FOR7                       | "Teenager "You Are"                           | - "You Are" là bài hát chủ đề của album                                |
| 2018 | GOT7  | EYES ON YOU                 | "One And Only You" "Look"                     | - "One And Only You" feat. Hyorin - "Look" là bài hát chủ đề của album |
| 2018 | GOT7  | PRESENT: YOU                | "Enough" "지켜줄게" "Sunrise"                 |                                                                        |
| 2018 | GOT7  | [Present : YOU] &ME Edition | "안 보여" "1:31AM" "Think About It"           |                                                                        |
| 2019 | JUS2  | FOCUS                       | "Focus On Me" "Senses" "Drunk On You" "Touch" | - "Focus On Me" là bài hát chủ đề của album                            |
| 2019 | GOT7  | Spinning Top                | "Eclipse" "Page"                              | "Eclipse" là bài hát chủ đề của album                                  |
| 2019 |       | Call my name                | "You calling my name" "Pray" "Thursday"       | "You calling my name" là bài hát chủ đề của album                      |
| 2020 | GOT7  | DYE                         | "Crazy" "Ride"                                |                                                                        |

### Nhạc phim
| Năm  | Album                  | Bài hát             | Ghi chú                 |
| ---- | ---------------------- | ------------------- | ----------------------- |
| 2012 | Dream High 2 OST       | "Together"          | với Park Ji-yeon        |
| 2012 | Dream High 2 OST       | "New Dreaming"      | với Park Seo-joon       |
| 2012 | Dream High 2 OST       | "When I Can't Sing" |                         |
| 2015 | Dream Knight OST       | "Forever Love"      |                         |
| 2017 | The Package OST        | "U&I"               | với Jackson (GOT7)      |
| 2019 | ZERO OST               | "Be With You"       |                         |
| 2019 | He Is Psychometric OST | "Take"              | với Yugyeom (JUS2/GOT7) |

## Diễn xuất

### Phim truyền hình
| Năm  | Tiêu đề                  | Vai trò           | Kênh        | Ghi chú                                                          |
| ---- | ------------------------ | ----------------- | ----------- | ---------------------------------------------------------------- |
| 2012 | Dream High 2             | JB / Jang Woo Jae | KBS2        | Nhân vật chính                                                   |
| 2013 | When a Man Falls in Love | Seo Mi Joon       | MBC         | Nhân vật phụ                                                     |
| 2015 | Dream Knight             | JB / Im Jaebum    | Youku Tudou | Nhân vật chính Phim hợp tác Trung - Hàn giữa JYPE và Youku Tudou |

## Hoạt động khác

### Show thực tế
| Năm  | Tiêu đề                        | Kênh         | Ghi chú                                                            |
| ---- | ------------------------------ | ------------ | ------------------------------------------------------------------ |
| 2012 | The Romantic & Idol            | TVN          |                                                                    |
| 2012 | MTV Diary                      | SBS MTV      | JJ Project                                                         |
| 2014 | After School Club              | Arirang      | Với GOT7 (Tập 41)                                                  |
| 2014 | 4 things Show                  | Mnet         |                                                                    |
| 2014 | 1000 Song Challenge            | SBS          | Với Jinyoung, Jackson, Youngjae (Tập 289)                          |
| 2014 | Immortal Songs 2               | KBS          | Với GOT7                                                           |
| 2014 | I Got7                         | SBS MTV      | Với GOT7 (Phát sóng trên Youku & Tudou)                            |
| 2014 | Weekly Idol                    | MBC Every 1  | Với GOT7(Tập 146)                                                  |
| 2014 | A Song for You                 | KBS          | Với GOT7 (Tập 2)                                                   |
| 2014 | 1 vs. 100                      | KBS2         | Với Jinyoung                                                       |
| 2014 | Star King                      | SBS          | Với Jinyoung, Mark, Jackson (Tập 372, 373)                         |
| 2014 | M!Countdown Begins Open Studio | Mnet         | Với GOT7                                                           |
| 2014 | King of Ratings                | KBS          | Với GOT7 (19 tháng 7 năm 2014)                                     |
| 2014 | We Got Married                 | MBC          | Với Jinyoung, Youngjae, Bambam và Yugyeom (Tập 27)                 |
| 2015 | Weekly Idol                    | MBC          | Với GOT7 (Tập 220)                                                 |
| 2015 | Running Man '100 VS 100 Race'! | SBS          | Với GOT7                                                           |
| 2016 | Weekly Idol                    | MBC Every 1  | Với GOT7 (Tập 263, 270)                                            |
| 2016 | Weekly Idol (Tập đặc biệt)     | MBC Every 1  | Với TWICE, G-FRIEND, BTOB (Tập 261, 262)                           |
| 2016 | Idol Battle Likes              | KBS World    | Với GOT7                                                           |
| 2016 | After School Club              | Arirang      | Với GOT7 (Tập 205, 232)                                            |
| 2017 | Weekly Idol                    | MBC Every 1  | Với GOT7 (Tập 294)                                                 |
| 2017 | I Can See Your Voice 4         | Mnet         | Với GOT7 (Tập 4)                                                   |
| 2017 | After School Club              | Arirang      | Với GOT7 (Tập 256)                                                 |
| 2017 | Weekly Idol                    | MBC Every 1  | Với GOT7 (Tập 324)                                                 |
| 2017 | Law Of The Jungle              | SBS          | Với Park Seri, Lee Chulhee, Lee Jonghyun (CNBLUE), Solbin (LABOUM) |
| 2018 | I Can See Your Voice 5         | Mnet         | Với Yubin, Wooyoung (2PM), Baek Ah Yeon, Wonpil (DAY6) (Tập 5)     |
| 2018 | Knowing Bros                   | JTBC         | Với JYP, GOT7                                                      |
| 2018 | Weekly Idol                    | MBC Every 1  | Với GOT7 (Tập 346)                                                 |
| 2018 | Hyena On The Keyboard          | KBSEntertain | Với JYP                                                            |
| 2019 | Prison Life of Fools           | tVN          |                                                                    |

### MC
| Năm  | Kênh | Tiêu đề      | Ghi chú                                            |
| ---- | ---- | ------------ | -------------------------------------------------- |
| 2014 | KBS  | Music Bank   | Special MC với Jinyoung                            |
| 2014 | Mnet | M! Countdown | Special MC với Jinyoung                            |
| 2014 | Mnet | M! Countdown | Special MC với Jinyoung, Jackson                   |
| 2015 | SBS  | Inkigayo     | Special MC với Kim Yoo-jung                        |
| 2016 | SBS  | Inkigayo     | Special MC với Kim Yoo-jung, Jackson               |
| 2016 | Mnet | M! Countdown | Special MC với Key, Yugyeom, Nayeon, Jihyo (TWICE) |
| 2017 | Mnet | M! Countdown | Special MC với YoungK, Wonpil (DAY6)               |
| 2019 | SBS  | Inkigayo     | Special MC với Yugyeom                             |

### Xuất hiện trong MV của nghệ sĩ khác
| Năm  | Tiêu đề   | Nghệ sĩ         | Video             |
| ---- | --------- | --------------- | ----------------- |
| 2010 | Tasty San | San E           | San E             |
| 2014 | Feel      | Lee Junho (2PM) | JYP Entertainment |

## Đại sứ thương hiệu
| Năm  | Sản phẩm                            | Ghi chú                                         |
| ---- | ----------------------------------- | ----------------------------------------------- |
| 2012 | "LG's teen cosmetic line "Nana's B" | với Jinyoung (JJ Project)                       |
| 2012 | "Clothing brand "TBJ"               | với Jinyoung (JJ Project)                       |
| 2012 | "Reebok's GL 6000"                  | với Jinyoung (JJ Project), Sohee (Wonder Girls) |
| 2014 | "Black Yak WALK FIT"                | với GOT7                                        |
| 2014 | "Natuur Pop"                        | với GOT7                                        |
| 2014 | "SMART School Uniform"              | với GOT7                                        |
| 2014 | "Dewytree"                          | với GOT7                                        |
| 2014 | "J'ESTINA"                          | với GOT7                                        |
| 2016 | "It's Skin"                         | với GOT7                                        |
| 2016 | "NBA Korea"                         | với GOT7                                        |
| 2016 | "Est Cola"                          | với GOT7                                        |
| 2017 | "Taokaenoi"                         | với GOT7                                        |
| 2017 | "FWD Thailand"                      | với GOT7                                        |
| 2018 | "Shinsegae Duty Free"               | với GOT7                                        |
| 2018 | "Adidas Originals"                  | với GOT7                                        |
| 2018 | "The Face Shop"                     | với GOT7                                        |